# 507 Laodica
507 Laodica
507 Laodica là một tiểu hành tinh ở vành đai chính. Nó được Raymond Smith Dugan phát hiện ngày 19.2.1903 ở Heidelberg và được đặt theo tên Laodice, con gái của vua Priam và Hecuba (thời chiến tranh thành Troia) trong thần thoại Hy Lạp. Tên của nó cũng được dùng để đặt cho nhóm tiểu hành tinh Laodica